# Triparentalité
Triparentalité et pluriparentalité sont des néologismes utilisés en droit de la famille pour décrire des situations où plus de deux personnes consentent à être le parent de l'enfant, notamment à la suite de relations polyamoureuses. Dans un deuxième cas de figure, cela correspond à une situation où, lorsque la loi d'un pays ou d'un territoire ne reconnaît pas la possibilité d'avoir trois parents, ces personnes se délèguent entre elles l'autorité parentale réservée à deux parents en vertu de dispositions de délégation de l'autorité parentale.
Pluriparentalité est le terme en sociologie pour décrire une situation familiale dans laquelle au moins trois adultes jouent un rôle parental vis-à-vis un enfant. Cela se produit notamment dans les relations polyamoureuses, au sein d’une famille recomposée, lors d’une situation d’adoption dont les parents adoptifs et biologiques désirent être sur l’acte de naissance et dans les familles homoparentales qui ont recours à la procréation médicale assistée. La pluriparentalité n’est pas une situation reconnue légalement par plusieurs pays. Par contre, lors d’une situation familiale d’adoption sans filiation des liens et de l’autorité parentale: qui se définit par le fait qu’un enfant adoptif  possède légalement des parents biologiques et adoptifs, la pluriparentalité est reconnue par la loi au Québec.

## Les revendications de la communauté LGBTQ+
Les personnes qui font partie d’une relation polyamoureuse demandent qu’ils y aient plus de deux noms qui soient incluent sur l’acte de naissance de l’enfant. Au Québec il n’est pas indiqué dans le Code Civile du Québec la possibilité d’inclure un troisième parent sur le certificat de naissance de l’enfant. Un couple d’homosexuel faisant appel à une tierce partie afin de procréer, pourrait seulement inclure 2 personnes sur l’acte de naissance de l’enfant.
Au Québec, il y a un le projet de loi 2 qui fait l’objet de consultation, celui-ci, reconnait et encadre entre autres le recours aux mères porteuses, en plus de d’enchâsser dans la Charte des droits et libertés un nouveau droit à la connaissance des origines. À cet effet, il peut être souligné que le droit familial québécois n’a pas été révisé depuis les années 1980, mais qui est en processus de révision et que cette question en fait partie.

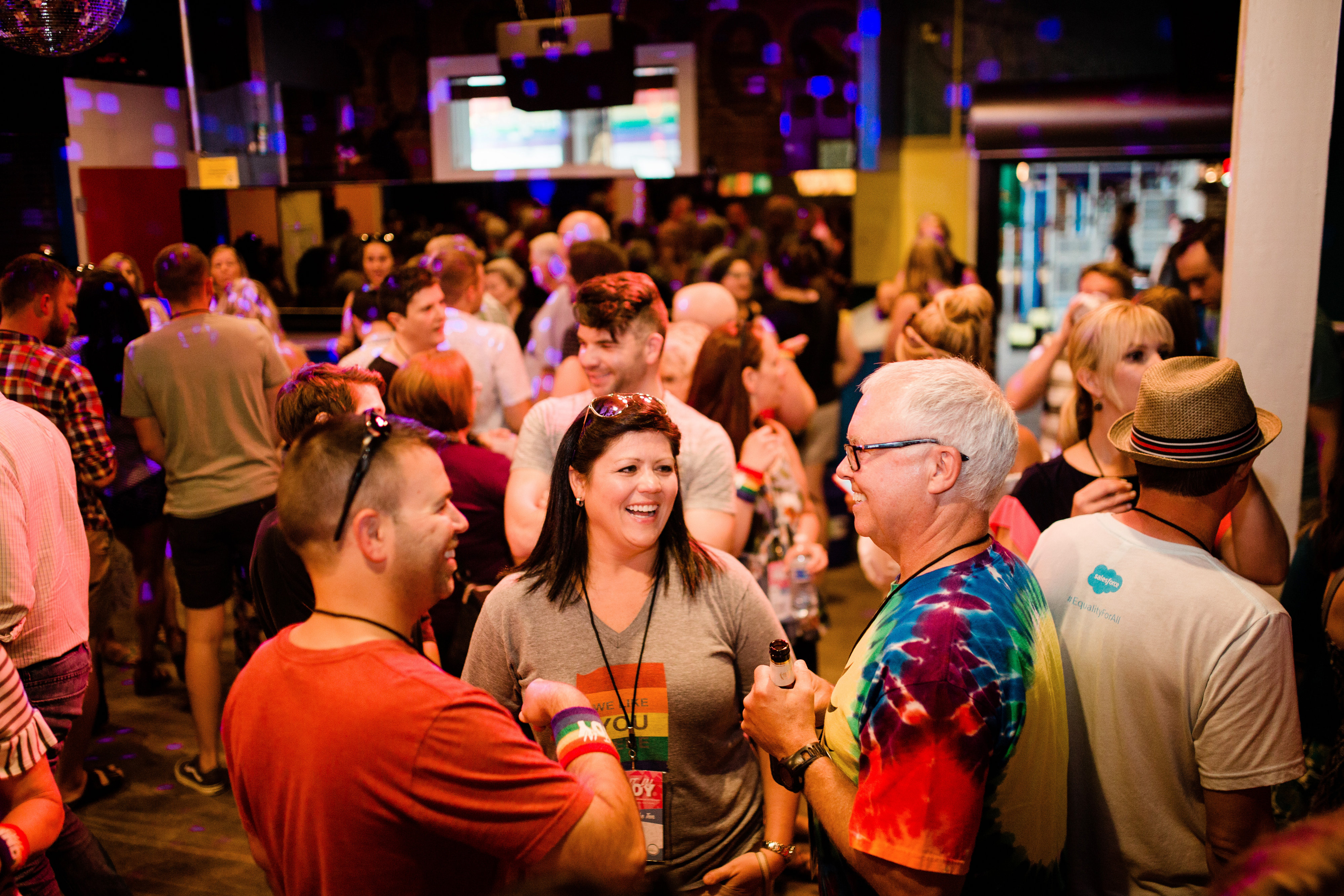
Groupe LGBTQ+

La communauté LGBTQ+ revendique le droit d’inscrire plus de deux noms sur l’acte de naissance pour avoir les mêmes droits et devoirs que tous les parents. Cela occasionne deux classes de parents, la classe de parent reconnues ainsi que la classe de parent non-reconnu. Les parents reconnus jouissent du traitement de parent et de toutes les valeurs traditionnelles qui viennent avec, alors que les parents non-reconnues sont plus difficilement représenté par les enfants. Comme l’explique une demande fait à la Cour supérieur en février 2023, les parents qui sont reconnus, sont légalement obligés envers l’enfant et jouissent de droits afférents, et les parents non reconnus, leur statut légal est précaire et doivent constamment justifier leur rôle dans la vie de leur enfant auprès de l’entourage de celui-ci, comme à l’enseignant et aux autres parents.
Les familles pluriparentales revendiquent le droit d’inscrire leurs noms sur l’acte de naissance de l’enfant afin d’avoir les mêmes droits et devoirs qu’un parent reconnu, c’est-à-dire, garder un lien avec l’enfant lors d’une séparation ; l’obligation de verser une pension alimentaire lors d’un éclatement de la famille entre autres.
Le professeur de l’Université de Montréal, Alain Roy, recommandait en 2015 de maintenir le nombre de parent à deux. En 2018, il prône l’augmentation du nombre de parent possible sur le certificat de naissance d’un enfant puisqu’il est d’avis à ce que les réalités familiales évoluent. Au Canada, 3 provinces reconnaissent les familles pluriparentales, il s’agit des provinces de la Colombie-Britannique (depuis 2013), l’Ontario (2016) et la Saskatchewan (2020).

## Droit par pays

### Canada

#### Provinces de common law
Selon Radio-Canada, la Colombie-Britannique a fixé à quatre le nombre maximal de parents. Selon le professeur de droit Alain Roy, la reconnaissance de telles unions serait plus simple dans les territoires de common law car en common law, il suffit d'une décision judiciaire pour faire évoluer le droit, tandis que dans les territoires de droit civil, une intervention du législateur est en principe nécessaire.

#### Québec
La triparentalité n'est pas officiellement mentionnée dans le Code civil du Québec. Avant 2022, l'article 192 C.c.Q. énonçait que la tutelle légale incluait seulement le père et la mère, mais le législateur a inséré les mots « ou les parents » dans la Loi portant sur la réforme du droit de la famille en matière de filiation et modifiant le Code civil en matière de droits de la personnalité et d'état civil. Les mots père et mère sont répétés ailleurs dans le Code civil, par ex. à l'art. 532 C.c.Q. concernant les actions relatives à la filiation.
Une nouvelle possibilité s’ouvre au Québec depuis 2005, l’adoption sans rupture des liens de filiation d’origine. Chantal Collard mentionne l’importance de la reconnaissance de la pluriparentalité au Québec pour toutes les situations familiales qui l’inclût.

### France
Selon le journal français La Croix, un juge du tribunal judiciaire de Paris a validé « le partage d’autorité parentale entre quatre parents LGBT ». Cet article cite une juriste qui déclare que « ce genre de décision est, en fait, loin d’être révolutionnaire. Les délégations partages d’autorité parentale sont très fréquentes parmi les familles recomposées hétérosexuelles ».

### Chine
Selon un article de Frédéric Lewino, dans le sud-ouest de la Chine, il existe une tribu dans laquelle la pluriparentalité est extrêmement normalisée. Lors de la naissance d’un enfant, la mère et la famille de celle-ci s’occupe tous du nourrisson de manière maternelle et paternelle. Quant au père, il n’est jamais dans la vie de cet enfant. N’importe quel homme peut mettre son nom sur l’acte de naissance pour désigner le père.